# 日本ウイルス学会
日本ウイルス学会（にほんういるすがっかい、英語名：The Japanese Society for Virology）は、1953年に設立された、日本におけるウイルス、微生物等に関わる調査・研究を行っている日本医学会加盟学術団体である。ウイルス感染症等に関する研究・論文・人材育成など幅広い活動を行っている。

## 概要
前身は、ヴィールス談話会（1949年）、1953年に日本ウイルス学会と改称された。学会員数は、約3,000名。ウイルス学、感染症学、獣医学などを専門とする医学者、医師、獣医師、博士研究員などが入会している。

## 総会
- 年1回

## 学会賞
- 日本ウイルス学会杉浦奨励賞
  - 杉浦奨励賞受賞者一覧（受賞後の医師、医学者等は、第一線で重要な役割を担って活躍している）

## 学会誌
- 「ウイルス」（ISSN:0042-6857、国立国会図書館請求番号Z19-501） - 1958年創刊、年2回発行

## 専門医認定
- インフェクションコントロールドクター（ICD；infection control doctor）

## 入会
- 正会員：年額10000円
- 学生会員：年額4000円
- 賛助会員：一口50000円（一口以上）
  - 入会時に入会金1000円が必要である（賛助会員を除く）